# Bárbarátok
A Bárbarátok (eredeti cím: Swingers) 1996-ban bemutatott amerikai filmvígjáték-dráma, melyet Jon Favreau forgatókönyvéből Doug Liman rendezett. A főbb szerepekben Favreau, Vince Vaughn, Ron Livingston és Heather Graham látható.
A film az 1990-es évek Los Angelesében játszódik, abban az időszakban, amikor a szving ismét népszerűvé vált. A cselekmény középpontjában munkanélküli színészek állnak, akik ebben a közegben próbálnak meg szakmájukban befutni.
Az Amerikai Egyesült Államokban 1996. október 18-án mutatták be a Miramax forgalmazásában. Anyagi és bevételi szempontból is sikeres lett és idővel kultuszfilmmé vált, nagyban elősegítve a főszereplő színészek és a rendező karrierjének beindulását.

## Cselekmény
Mike Peters szakmai nehézségekkel küszködő humorista. Miután barátnője, Michelle hat év után szakított vele, Mike New Yorkból Los Angelesbe költözött, hogy beindítsa karrierjét. A férfi fél év elteltével is csak exbarátnőjére tud gondolni. Mike nőcsábász barátja, Trent és szintén színészi ambíciókat kergető társai igyekeznek segíteni depressziós barátjukon, ezért bevezetik őt a nagyváros közösségi életébe.
A film elején Mike arról beszél barátjának, Robnak, mennyire hiányzik neki Michelle, de ő azóta sem hívta fel telefonon. Rob elmagyarázza, hogy a nők ösztönösen csak akkor telefonálnak volt párjuknak, ha azok már teljesen túlléptek rajtuk. Trent elcsalja Mike-ot egy Las Vegas-i kiruccanásra. Itt Trent felcsíp két pincérnőt, de Mike elronja a hangulatot azzal, hogy megszállottan csak Michelle-ről tud beszélni.
Los Angelesben Mike, Rob és többi barátjuk gondtalan életüket élik, golfoznak, videójátékokkal játszanak és szórakozni járnak, miközben mindnyájan próbálnak törni a szórakoztatóiparba. Egy partin Trent erőfeszítés nélküli ismerkedési képességeit látva Mike összeszedi magát és megismerkedik egy Nikki nevű nővel, akivel telefonszámot cserélnek. Barátai váltig állítják, minimum két napot kell várnia, mielőtt felhívná a nőt. 
Mike azonban az éjszaka közepén tucatnyi, egyre idegesebb és kétségbeesettebb üzenetet hagy Nikki üzenetrögzítőjén, amíg a lány fel nem veszi a telefont és arra kéri, ne keresse többet. Az incidens után a magányos Mike a hazaköltözést fontolgatja, de Rob megvigasztalja. Egy újabb bulizós estén Mike észrevesz egy Lorraine nevű nőt és bátorságát összeszedve megszólítja. Azonnal megtalálják a közös hangot, mivel mindketten nemrég szakítottak és költöztek Los Angelesbe.
Másnap reggel Mike telefonhívást kap Michelle-től és rájön, már nem hiányzik neki többé a lány. Amikor Lorraine is hívja őt, Mike a mondat közepén rárakja a telefont Michelle-re, aki épp szerelmet akarna vallani neki és inkább újdonsült ismerősét választja.

## Szereplők
| Szerep           | Színész              | Magyar hang       |
| ---------------- | -------------------- | ----------------- |
| Mike Peters      | Jon Favreau          | Kassai Károly     |
| Trent Walker     | Vince Vaughn         | Haás Vander Péter |
| Rob              | Ron Livingston       | F. Nagy Zoltán    |
| Sue              | Patrick Van Horn     | Boros Zoltán      |
| Charles          | Alex Désert          | Hankó Attila      |
| Lorraine         | Heather Graham       | Biró Anikó        |
| Nikki            | Brooke Langton       | Zakariás Éva      |
| Derby Band       | Big Bad Voodoo Daddy |                   |
| fickó a partin   | Ahmed Ahmed          |                   |
| bámészkodó férfi | Stephen Gaghan       |                   |
| partivendég      | Roger Kumble         |                   |
| partivendég      | Mike White           |                   |

## Fordítás
- Ez a szócikk részben vagy egészben  a   Swingers (1996 film) című angol Wikipédia-szócikk fordításán alapul.  Az eredeti cikk szerkesztőit annak laptörténete sorolja fel. Ez a jelzés csupán a megfogalmazás eredetét és a szerzői jogokat jelzi, nem szolgál a cikkben szereplő információk forrásmegjelöléseként.